# Suak Ribee
Suak Ribee is een bestuurslaag in het regentschap Aceh Barat van de provincie Atjeh, Indonesië. Suak Ribee telt 2700 inwoners (volkstelling 2010).